# Vermion
Le Vermion ou Vérmio (en grec moderne : Βέρμιο) est un massif qui sépare la Macédoine-Centrale de la Macédoine-Occidentale, en Grèce. Le point culminant s'élève à 2 065 m.

## Géographie
Les principales villes au pied du mont Vermion sont : Véria et Náoussa à l'est, en Macédoine-Centrale, et Kozani, au sud-ouest, en Macédoine-Occidentale.

## Histoire
Le Vermion a été le théâtre de combats importants au cours de plusieurs guerres : guerre d'indépendance (siège et prise de Naoussa par les Turcs, 1822), guerres balkaniques de 1912-1913, Seconde Guerre mondiale (1941).
Les communautés grecques orthodoxes d'origine pontique ont établi sur le Vermion trois monastères reprenant le nom et la tradition d'importants monastères qui avaient été abandonnés dans leur région d'origine : Panagia Soumela, Saint-Jean Vazelon et Saint-Georges Peristereota. Le plus important et le plus symbolique de ces monastères pour la communauté pontique, Panagia Soumela, a été inauguré, à l'instigation de Philon Ktenidis (1889-1963), en août 1952 dans la partie méridionale du massif, au-dessus de la localité de Kastania dans le dème de Véria ; l'icône de la Vierge de Soumela, rapportée du Pont, y a été installée. Les deux autres ont été établis une vingtaine d'années plus tard.

## Tourisme

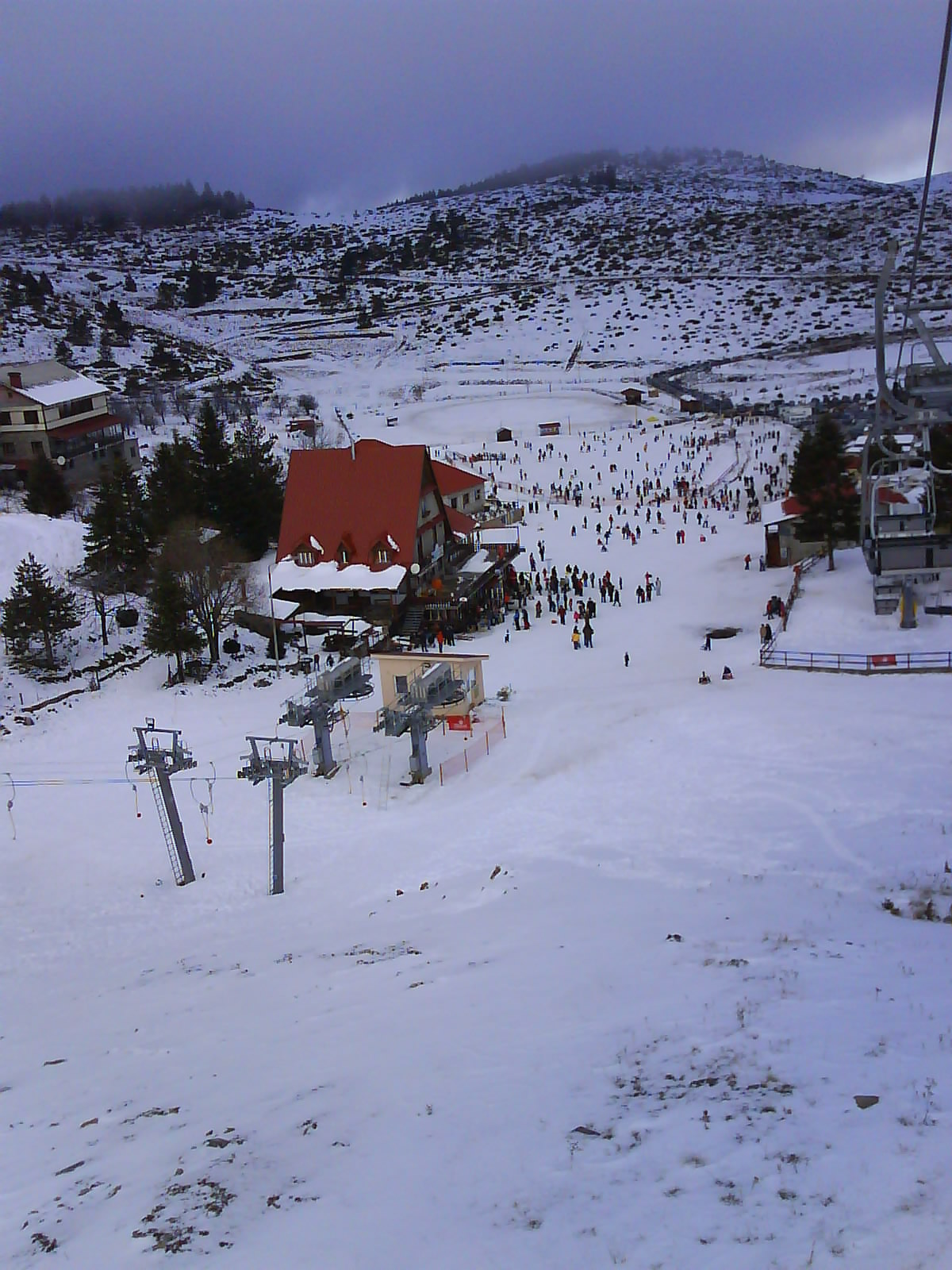
Pistes de ski de Seli sur le mont Vermion

La station de sports d'hiver de Seli (dans la municipalité de Véria) est la plus ancienne de Grèce, équipée dès 1934. Une autre station plus récente se trouve à Tria-Pende Pigadia (Τρία-Πέντε Πηγάδια).